# ウォルソール
ウォルソール（ Walsall）は、イギリスのウェスト・ミッドランズにあるタウン。バーミンガムの北西、ウルヴァーハンプトンの東に位置する。歴史的にはスタッフォードシャーにあたり、ウェスト・ミッドランズ都市圏の一郭をなす。ブラック・カントリーの一部でもある。
マーケットタウンとして発展した町で、人口は7万788人（2021年）である。現在はウォルソール自治市 (Metropolitan Borough) の行政の中心で、全体の人口は28万4124人（2021年）に上る。郊外にはブラウンヒルズ、ウィレンホール、ブロクスウィッチ、オールドリッジなどの町がある。グレート・ワイアリー村は行政上スタッフォードシャーに所属するが、一般にはウォルソール市の一部とみなされている。

## 歴史

### 町の成立
ウォルソールという地名は、「ウェールズ語をはなす人々（ブルトン人のこと）の平原」を意味する Walh halh に由来すると考えられる。1002年の文書に、 Walesho として記載がある。単なる誤謬かもしれないが、ドゥームズデイ・ブックには、今日自治市を構成するオールドリッジ、ベスコット、シェルフィールド、ペルソール、ブロクスウィッチ、グレート・バー、ラショールの村々とともに記載がいない。しかし、ミッドランドでウィリアム・フィッツァンスコーフが所有していた数多くの荘園のひとつだったと思われる。1220年に火曜市が立ち、13世紀前半までには、小さいながらもひとつの市場町となった。14世紀になると町長職が創設され、「千の商人の町」として知られていた近くのバーミンガムになぞらえて「百の商人の町」というあだ名がついた。
町にはエリザベス1世やヘンリエッタ・マリアが訪れた。ヘンリエッタ・マリアは1643年に、コールドモア地区の「ホワイト・ハート」という建物に一泊した。メアリ1世によって1554年に創立されたクイーン・メアリーズ・グラマー・スクールは、テューダー・ローズと女王の母キャサリン・オブ・アラゴンのスタッフォードシャー結びにされた一束の矢をあしらった女王の紋章をいまも校章にしている。

### 産業革命
産業革命で、ウォルソールの人口は16世紀の2000人からおよそ200年後の8万6000人以上に急増した。町内では鞍、鍵、留め具、メッキ加工品など、さまざまな製品がつくられた。近郊で行われていた石灰岩の採掘も、町に大きな富をもたらした。
1821年、セント・マシューズ教会の鐘楼と内陣以外の部分が、フランシス・グッドウィンが設計して2万ポンドで建て替えられた。ウォルソール市は1824年、街灯とガス工場を整備して都市基盤の向上を図るよう国会から指示を受けた。ガス工場は1826年に建設され、4000ポンドを要した。市はまた、貧困に苦しむ女性のために、1825年にタイルとレンガづくりの救貧院 (アルムスハウス)を11箇所に設けた。これらは「モレズリーのアルムスハウス」と呼ばれた
。
1848年に承認され、1850年に改正された「ウォルソール向上・市場法」では、救貧施設の提供や下水道網の改善・拡張、行政長官にガス工場新設の権限を委ねることが明記された。1847年10月10日には、ガス工場で爆発事故が発生し、1人が死亡したほか、セント・マシューズ教会の西向きの窓が割られた。
ベスコットには1838年にグランド・ジャクション鉄道が通じていたが、ウォルソールへの延伸は運河の開通から48年後の1847年まで待たねばならなかった。1855年には初の新聞「ウォルソール新報・南スタッフォードシャー新聞」が発刊された。

### 第一次世界大戦
第一次世界大戦で、ウォルソール出身の戦死者は2000人を超えた。戦死者の合同記念碑は、ツェッペリンL 21号が爆弾を投下し、当時の市長夫人以下2名が亡くなった現場にある。大通りの角、家具店の向かいのクラブには、事件を追悼するプレートがはめ込まれている。ヴィクトリア十字章を受章したジョン・ヘンリー・カーレスはこの町の出身である。

### 20世紀の発展
ウォルソールで最初の映画館は、1908年に開業した。しかし、第二次世界大戦後にテレビが普及すると、経営が振るわなくなり、ほとんどが閉館を余儀なくされた。ニュー・ピクチャー・ハウス（後にゴーモントと名称変更）という映画館は、イギリスで初めてワーリッツァー社のピアノを取り入れた。
スラム街は、19世紀には市街地を取り囲むように数千軒が存在したが、第一次世界大戦後に撤去され、1920年代から1930年代にかけて、跡地では建設ラッシュが続いた。この開発は特に、北部のコール・ポール、ブレイクノール・ヒース（1920年に初代議事堂が建設された）、ゴスコート、ハーデン、それに第二次世界大戦後のビーチデールに集中した。
市街地に近い地域でも、大規模な開発が行われた。とりわけ1960年代には、各地で高層ビルが建設されたが、その多くは2010年までに取り壊されている。
1952年には、二度の世界大戦で亡くなった戦死者のための記念庭園がオープンした。大手小売チェーンが数多く入居する近代的なショッピング・コンプレックス、オールド・スクエア・ショッピング・センターは1969年に開業した。同じくショッピング・モールのサドラーズ・センターは1980年の開業で、近年、新たに改装された。
1984年には、この地に生まれた作家（1859年 - 1927年）を記念したジェローム・K・ジェローム博物館が開館した。
1988年には町の皮革産業が評価され、アン王女によってウォルソール皮革博物館が設立された。

### 再開発と行政機構の再編
1970年代、ウォルソールでは中世の地所を取り壊して、新しい市街地が造成された。1974年にスタッフォードシャー州が廃止されると、ウォルソールはウェスト・ミッドランズに移管された。近年はさらなる都市再開発が進行中で、多くのブラウンフィールドが近代的な住宅地や商業地になっている。
セント・マシューズ地区も、建設ラッシュに沸いている。ブランドショップや近代的なマンションからなる再開発事業は、2007年のアズダの新装開店をもって完了した。市街地に移転したウォルソール・コレッジの跡地には、テスコが930平方メートルのショッピングセンターをオープンさせた。
1980年、市街地にサドラーズ・センターというショッピングセンターが開業した。スーパーのマークス&スペンサーなどが入居している。
このほか、1969年にオープンしたオールド・スクエア・ショッピング・センターを拡張し、セント・マシューズ地区と一体化させる計画がある。
北西部のウルヴァーハンプトン街近くでは、2000年のはじめに新たにクラウン・ウォーフ・リテール・パークと一軒の画廊ができた。市内の主要なショッピングエリアであるパーク街でも、同時期に一部が再開発された。この再開発事業の中心は、1990年代末にセント・ポール街から移転したスーパーのブリティッシュ・ホーム・ストアーズであった。
1938年10月3日にオープンしたサヴォイ映画館は、半世紀以上にわたってパーク街のランドマークであり続けた。1973年に改装され、1986年には買収によってキャノン映画館を名称をかえたが、1993年11月18日、55年の歴史に幕を閉じた。跡地には、およそ1年半後にウールワースがお目見えしたものの、2008年に破産し 、2009年10月9日にスーパーのT・J・ヒューズが入居した。しかし経営は厳しく、それから2年もたたない2011年8月14日に撤退した。その2ヵ月後の10月22日、新たに入居したポンドランドが営業を開始した。

## 地理

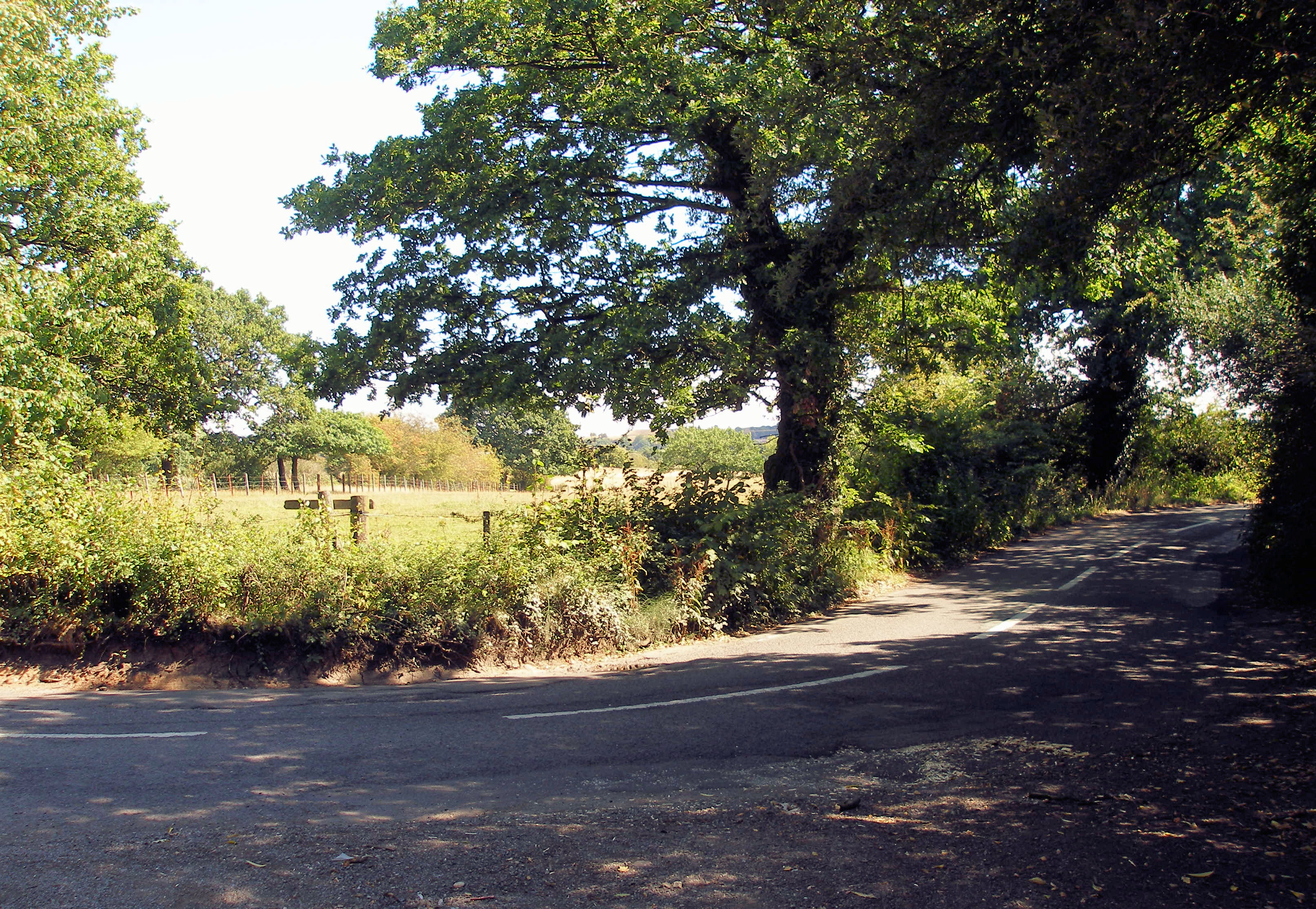
スキップ通りから東に広がる田園風景を見渡す。バー・ビーコンはこの先にある

町のランドマークであるバー・ビーコンの丘と同緯度で、これより標高の高い地点は東のウラル山脈までないという。ウォルソールの土壌はほとんどが粘土質だが、石灰岩が含まれる地点があったため、これが産業革命の原動力となった。

### 地区
- アラムウェル (Alumwell)
- ビーチデール (Beechdale)
- ベントリー (Bentley)
- ベスコット (Bescot)
- バーチルズ (Birchills)
- ブレイクノール・ヒース (Blakenall Heath)
- バッツ (Butts)
- グレート・ワイアリー (Great Wyrley)
- カーマ (Caldmore /ˈkɑːmə/)
- チャッケリー (Chuckery)
- コールプール (Coalpool)
- ダーラストン (Darlaston)
- ザ・デルベス (The Delves)
- フルブルック (Fullbrook)
- フォレスト団地
- ゴスコート (Goscote)
- グレート・バー (Great Barr)
- ハーデン (Harden)
- ハイゲート (Highgate)
- リーモア (Leamore)
- ノース・ウォルソール (North Walsall)
- パーフリー (Palfrey)
- パーク・ホール (Park Hall)
- ペルソール (Pelsall)
- フィージー (Pheasey)
- プレック (Pleck)
- リーズウッド (Reedswood)
- ラショール (Rushall)
- ライクロフト (Ryecroft)
- シェルフィールド (Shelfield)
- テイムブリッジ (Tamebridge)

## 人口統計
ウォルソールの人口は25万3499人（2001年）で、ウェスト・ミッドランズ都市圏のなかで四番目に大きい。
宗教では、ウォルソール自治市でおよそ80%がキリスト教、10%がイスラーム、6%がシク教、3%がヒンドゥー教を信仰している。都市部に限ると、60%がキリスト教、25%がイスラーム、12%がシク教、6%がヒンドゥー教になる。一方で、無宗教を自称する人の割合は、イギリス社会的態度調査 (BSA) で1983年の31%から2008年の43%に増加している。2009年には、さらに51%に上昇した。反対に、キリスト教徒としての自覚を持つ人は、1983年の66%から2008年には50%に低下し、2009年には43%になった。
ウォルソールの方言は「ヤム・ヤム」と呼ばれるが、これはウェスト・ミッドランズ以外から来た人々のバーミンガムなまりと混同されやすい。

## 経済
炭鉱から金属加工に至るまで、ウォルソールには多くの産業が存在する。炭鉱がふるわなくなった19世紀後半には、皮革業で国際的に知られるようになった。いまでも、ウォルソールでは女王のハンドバッグやロイヤル・ファミリー用の鞍、皇太子御用達の革製品がつくられている。なかでも鞍の生産は有名で、ウォルソールFCに the Saddlers という愛称がつけられたほどである。このほか、製鉄、真ちゅうの鋳造、石灰岩の採掘、小型金属製品、プラスチック、エレクトロニクス、化学、航空機部品などの産業がある。
イングランドの中央部に位置するウォルソールは、M6が通る立地の良さをうりに投資を呼び込んでいる。M6の9番ジャンクションそばにはRACが中央管制センターを置いており、近くのダーラストンでは使われていない土地を最新の地域センターによみがえらせる計画が浮上している。ブロクスウィッチとのあいだの産業地区には近年、スーパーのTKマックスが地域全体の倉庫をつくった。現在、本社を置く企業としては、ホームサーブやサウス・スタッフォードシャー・ウォーターがある。
ゴーウェイ街のウルヴァーハンプトン大学ウォルソール・キャンパスはスポーツ・芸術学部と教育学部からなり、学生村も形成されている。ウォルソール・カレッジは町内3か所で継続教育を行っている。ウォルソールには普通小学校が10校と、キリスト教系の小学校が2校ある。
町内の学校の運営はSERCOが行っている。

## 交通
ウォルソールのバスターミナルは、ブラッドフォード・プレイスとセント・ポールズの二か所からなる。あわせて、7つの事業者が90路線以上を運行している。セント・ポールズを発着するバスの行き先は、南東のバーミンガム、西のウルヴァーハンプトン、ウィレンホール、北のブロクスウィッチ、キャノック、ブラウンヒルズ、東のサットン・コールドフィールド、オールドリッジなどさまざまであるが、後者が多い。また、多くはないがリッチフィールド行の便もある。セント・ポールズのバスターミナルには、インフォメーションセンターが置かれている。ブラッドフォード・プレイスは主に、ウェスト・ブロミッジ、オールドベリー、ダドリー、スターブリッジなど南、南東方面へ向かうバス路線が利用する。市街とアラムウェル、ビーチデール、チャッケリー、パーク・ホール、モスリー団地などの住宅地を結ぶ短距離路線も数多い。
ウォルソール駅はサドラーズ・ショッピングセンターにほど違いステーション街に位置する。バーミンガム行が1時間に4本、キャノック、ラジェリー行が1時間に1本のペースであるが、夜間や日曜日は少なくなる。ベスコットにも駅がある。
主要幹線道路にはA34、A454、M6がある。M6では7番、9番、10番のジャンクションが近い。これらのジャンクション間は、ヨーロッパでもっとも渋滞の多い区間のひとつである。
路面電車は1933年10月2日まで存在した。

## 文化

### 森林公園とそのイルミネーション
ウォルソール森林公園は裕福なハザートン家が出資し、1874年5月4日に公式に開園した。「闘犬、牛攻め、闘鶏から安らぎの生活への転換」を企図していたが、入場料として2旧ペンスを徴収したため庶民の反応は芳しくなく、7年後、議会は入場無料とした。かつて石切り場だった2つのボート池、テニスコート、屋外プールのほか、後の拡張で子ども向けプレイエリアや浅いプールができた。
開園以来、森林公園ではさまざまなイベントや改装が行なわれてきた。1951年にはじまったイルミネーションも、そのひとつである。1970年代までは、秋にカップルをターゲットにして、木々に白熱球をまきつけて行われた。電球はブラックプール・イルミネーションから中古品を購入していたが、しだいに「自前」でつくりはじめ、後々にはすべてをまかなうまでになった。
イルミネーションには6万個の電球が使われ、企画には丸一年かけられた。1995年には推計25万人が来場したが、その後は伸び悩み、再検討の対象になった。町議会は2009年2月、イルミネーションを向こう3年間行わないと発表し、2010年1月には恒久的に廃止することを決定、代わりにコンサートやレーザー光を使ったショーなどのイベントを行うとした。電球は希望する団体に売却される。

### 画廊

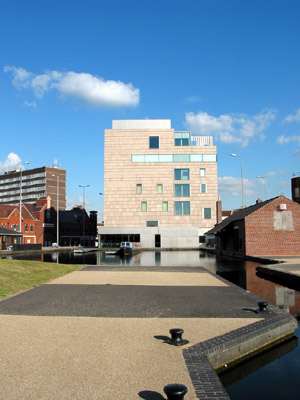
ニュー・アート・ギャラリー

2000年、ニュー・アート・ギャラリー・ウォルソールがオープンした。クイーン・メアリーズ・グラマー・スクールの美術講師を務め、王立アカデミーの展覧会に出品し、ウォルソール町長も歴任したエセル・メアリー・フリントを記念したE・M・フリント・ギャラリーが前身のこの画廊には、ジェイコブ・エプスタインやファン・ゴッホ、モネ、ターナー、ルノワール、コンスタブルの作品が展示されている。大展示室では展覧会も開かれる。

### 博物館
ウォルソール博物館とウォルソール皮革博物館がある。前者が地元の史料を呼び物にし、展覧会のスペースを設けているのに対して、後者はさまざまな革製品を展示しており、皮革業者によるワークショップも開かれる。

### パブリックアート
パーク通りとブリッジ通りの交差点に、ドラ修道女の像がある。その向かいには地元で有名なコンクリート製のカバがいたが、のちに広場の角に移され、もとあった場所には噴水ができた。

### 文学
ウォルソールは作家でエッセイストのジェローム・K・ジェロームの出身地だが、彼はこの町について何も述べていない。一方、同じく当地出身のジョン・ペティ（1919年 - 1973年）は、 Five Fags a Day（1956年）をはじめ多くの著書でウォルソールに触れている。最近では、喜劇作家のポール・マクドナルドが Surviving Sting（2001年）や Kiss Me Softly, Amy Turtle（2004年）で出身地のウォルソールを舞台にしている。

### スポーツ
サッカーのウォルソールFCは1888年、ウォルソール・タウンFCとウォルソール・スウィフツFCが合流して結成された。その初めての試合では、アストン・ヴィラFCに勝利を収めた。現在はフットボールリーグ1に所属している。
クリケットのウォルソール・クリケット・クラブは2006年、バーミンガムリーグ・プレミアディビジョンで優勝を果たした。
ラグビーユニオンでは、ミッドランズ2ウェストに所属するウォルソールRUFCがある。
オールドリッジ・アンド・ウォルソール・ホッケー・クラブはマーク・グランディ監督のもと、ウェスト・ミッドランズ・プレミア・リーグでプレイしている。
F1のコンストラクターであるエンサインは、1973年から1980年までウォルソール・ウッドを本拠地にしていたが、チェーズタウンへ移転した。
かつて、ウォルソールには競馬場があった。99年契約で借り上げたブラッドフォード伯爵の領地に、1809年、1300ポンドをかけて特別観覧席が建設された。完成直後、コンパートメントの一室にフィッシャーウィック・パークのチチェスター・スペンサー卿から提供されたテーブルを置き、ビリヤード室がしつらえられた。レースは19世紀を通じて毎年、聖マイケル祭の日に行われた。

### ショッピング
ハイ街のはずれ、現在のマーケット・クロスに1809年、家禽や卵、バターなどを売る屋内市場ができたが、1852年に老朽化していた周辺の建築物とともに解体された。豚市場は1815年、ハイ街に建設された。最盛期には一日2000頭の豚が売買された。1847年、市はドラゴン・インの裏の「ボウリング・グリーン」に新しい市場をつくろうとした。計画には多額の公金が必要となった。これには自らの経営に影響がおよぶことをあやぶんだ商店主らが、町中で反対デモを起こしたため、計画はお蔵入りとなった。
パーク通りは、その中間で交差するブリッジ通りとともに、いまも高級品店が軒を連ねるウォルソールの主要なショッピング街になっている。ブリッジ通りには、両端に「オールド・スクエア」と「ブラッドフォード・モール」（旧サドラーズ・センター）という中規模の大きさのショッピングセンターがある。最近では、初めて食料品以外を扱うアズダを含む専門店街が入る「クラウン・ウォーフ・リテール・パーク」が開発された。ほかには「パーク・プレイス・ショッピング・センター」（旧称カサール・センター）が挙げられる。ブロードウォーク・リテール・パークも町内に所在する。
近いうちに、ニュー・アート・ギャラリーの周辺は建築家のウィル・アルソプの設計で、レストラン、カフェ、ホテルをあわせた一大ショッピング地区「ザ・ウォーターフロント」に再開発される予定である。

## ゆかりの人物
- フランシス・アズベリー - アメリカ合衆国でメソジストの運動を起こしたひとり
- フレッド・ベイクウェル - 1930年代のノーサンプトンシャーで活躍したクリケット打者
- トム・メジャー＝ボール - ジョン・メージャー元首相の父。ミュージックホールでパフォーマーをしていた
- デービッド・ブラウン - クリケット投手
- ジョン・バーン - 漫画雑誌の創刊者
- ジョン・ヘンリー・カーレス - ヴィクトリア勲章を受勲した水兵
- コリン・チャービス - 元ラグビーユニオン選手。ウェールズ代表のキャプテンも務めた
- ロブ・コリンス - 音楽家、キーボード奏者
- ピーター・コリー - Coping with... の著者にしてテレビ俳優
- マーティン・デービス - ITVの天気予報士
- ズー・ドーソン - 女優
- マーティン・デグビル - バンド「ジグ・ジグ・スパトニック」のメンバー
- マーティン・ファウラー - ソフトウェア技術者
- ドン・ジレット - 俳優
- ニック・ジリンガム - オリンピックに出場した競泳選手
- ゴルディ - ドラムンベースのミュージシャン
- ロブ・ハルフォード - ヘビーメタルバンド「ジューダス・プリースト」のボーカル
- ハリー・ヒンズリー - 歴史家、暗号解読者
- ノディ・ホルダー - 1970年代に人気をあつめたロックバンド「スレイド」のリードボーカル
- ジェフリー・ホランド - 俳優
- テリー・ホルブルック - サッカーの審判
- ジェローム・K・ジェローム - 「ボートの三人男」 (Three Men in a Boat) の作者
- アレックス・レスター - BBCラジオ2の司会者
- マーク・ルイス＝フランシス - 陸上競技選手。2004年のアテネオリンピック男子4×100メートルリレーで金メダルを獲得したイギリス代表のひとり
- ポール・マクドナルド - 喜劇作家、大学教授
- マシュー・マースデン - 俳優。これまでに「ブラックホーク・ダウン」や「トロイ ザ・ウォーズ」に出演
- ピーター・マケネミー - 舞台・映画俳優。映画「クレタの風車」（1964年）で共演したヘイリー・ミルズからファーストキスをもらった男とされる。ロイヤル・シェイクスピア・カンパニーでも活動した
- トニー・ミルズ - ノルウェーのロックバンド“TNT”（かつてはバーミンガム出身者からなるシャイ）のリードボーカル。
- レイモンド・モリス - 1960年代後半に起きたカノック・チェイス連続殺人事件の犯人
- フランク・マリングス - テノールオペラ歌手。「パルジファル」英語版の初演に出演した
- ヘンリー・ニューボルト - 詩人
- スー・ニコルズ - 女優。主な出演作に「コロネーション・ストリート」や Crossroads がある
- マーク・オークリー - 脚本家
- エリン・オコンナー - モデル
- ドラ修道女（ドロシー・ウィンドロウ・パッティソン） - ヨークシャーに生まれ、1865年から1877年まで当地で暮らした。その慈しみの深さと看護活動がたたえられ、町の中心部に王族以外の女性ではイギリス初の像が建てられた。
- アンドリュー・ピーチ - BBCラジオ2の司会者
- ニック・レドファーン - 暗号解読者
- マーク・ロードス - 歌手、テレビ司会者
- エリー・シモンズ - 競泳選手。北京パラリンピックやロンドンパラリンピックで金メダルを獲得した
- ミーラ・シャル - 女性コメディアン
- コニー・タルボット - 子どもの歌手。2007年の「ブリテンズ・ゴット・タレント」第1シリーズに最終まで残り、一躍有名になった
- ジェニー・トング - 自由民主党の政治家、薬学博士
- ジェームズ・アンダーウッド - 病理学者
- レイチェル・ユニット - 女子サッカー選手
- ボブ・ウォーマン - ITVセントラルのニュースアナウンサー
- レイラ・ウィリアムズ - 美人コンテストの女王で、子ども向けテレビ番組 Blue Peter の司会者
- フランク・ウィンザー - 俳優

## 姉妹都市
- ル・ブラン＝メニル（フランス）(1953年～)
- ミュルーズ（フランス）(1962年～)
- アムリットサル（インド）